# Talinella tsitondroinensis
Talinella tsitondroinensis är en tvåhjärtbladig växtart som beskrevs av Appleq. Talinella tsitondroinensis ingår i släktet Talinella och familjen Talinaceae. Inga underarter finns listade i Catalogue of Life.